# Loïc Gasch
Loïc Gasch, född 13 augusti 1994, är en schweizisk höjdhoppare.

## Karriär
I mars 2022 tog Gasch silver i höjdhoppstävlingen vid inomhus-VM i Belgrad efter ett hopp på 2,31 meter.

## Tävlingar

### Internationella
| År                   | Tävling                         | Plats                | Placering            | Gren                 | Distans              |
| Tävlande för Schweiz | Tävlande för Schweiz            | Tävlande för Schweiz | Tävlande för Schweiz | Tävlande för Schweiz | Tävlande för Schweiz |
| -------------------- | ------------------------------- | -------------------- | -------------------- | -------------------- | -------------------- |
| 2011                 | European Youth Olympic Festival | Trabzon              | 7:e                  | Höjdhopp             | 2,00 m               |
| 2015                 | U23-europamästerskapen          | Tallinn              | 17:e (kval)          | Höjdhopp             | 2,10 m               |
| 2018                 | Europamästerskapen              | Berlin               | 10:e                 | Höjdhopp             | 2,19 m               |
| 2021                 | Olympiska sommarspelen          | Tokyo                | 23:e (kval)          | Höjdhopp             | 2,21 m               |
| 2022                 | Inomhusvärldsmästerskapen       | Belgrad              | 2:a                  | Höjdhopp             | 2,31 m               |
| 2022                 | Världsmästerskapen              | Eugene               | 22:a (kval)          | Höjdhopp             | 2,21 m               |
| 2023                 | Europeiska inomhusmästerskapen  | Istanbul             | 7:e                  | Höjdhopp             | 2,15 m               |

### Nationella
| - Schweiziska friidrottsmästerskapen (utomhus): - 2015: Guld – Höjdhopp (2,15 meter, Zug) - 2016: Guld – Höjdhopp (2,18 meter, Genève) - 2017: Guld – Höjdhopp (2,26 meter, Zürich) - 2018: Guld – Höjdhopp (2,23 meter, Zofingen) - 2019: Guld – Höjdhopp (2,15 meter, Basel) - 2021: Guld – Höjdhopp (2,25 meter, Langenthal) - 2022: Guld – Höjdhopp (2,15 meter, Zürich) - 2023: Guld – Höjdhopp (2,15 meter, Bellinzona) | - Schweiziska friidrottsmästerskapen (inomhus): - 2013: Silver – Höjdhopp (2,12 meter, Magglingen) - 2015: Guld – Höjdhopp (2,12 meter, St. Gallen) - 2016: Guld – Höjdhopp (2,20 meter, St. Gallen) - 2020: Guld – Höjdhopp (2,21 meter, St. Gallen) - 2022: Guld – Höjdhopp (2,25 meter, Magglingen) |

## Personliga rekord
| Utomhus - Höjdhopp – 2,33 m (Lausanne, 8 maj 2021) 0NR0 | Inomhus - Höjdhopp – 2,31 m (Belgrad, 20 mars 2022) |